# Армия мужчин накшбандийского ордена

Бойцы «Армии мужчин накшбандийского ордена»

«Армия мужчин накшбандийского ордена» (араб. جيش رجال الطريقة النقشبندية‎; Jaysh Rijāl aṭ-Ṭarīqa an-Naqshabandiya) — партизанская организация в Ираке, ведёт вооружённую партизанскую борьбу против армии США и иракского правительства после американской интервенции. Её бойцы принадлежат суфийскому тарикату Накшбандия, руководителем являлся Иззат Ибрагим ад-Дури, бывший председатель Совета революционного командования и секретарь Партии арабского социалистического возрождения.
Создана в 2006 году после казни Саддама Хуссейна, однако отдельные её будущие участники начали воевать ещё раньше, в частности, в битве за Фаллуджу (2004). В 2007 году вместе с двумя десятками других повстанческих групп вошла в состав организации «Высшее командование джихада и освобождения».
Использует партизанскую тактику против сил коалиции и иракских правительственных войск — обстрелы, взрывы, снайперские атаки. На ранних этапах борьбы «Армия» действовала небольшими группами по 7-10 бойцов, вооружённых автоматами, бомбами и гранатомётами. Бойцы «Армии» провели ракетный обстрел авиабазы в Киркуке. Принимала участие в штурме Мосула совместно с бойцами «Исламского государства» в ходе летнего наступления 2014 года.
Правительство США ввело финансовые санкции против «Армии» и причислило её к террористическим организациям.